# Ritona
Desambiguação: Para o personagem de ficcção ver Rittona.

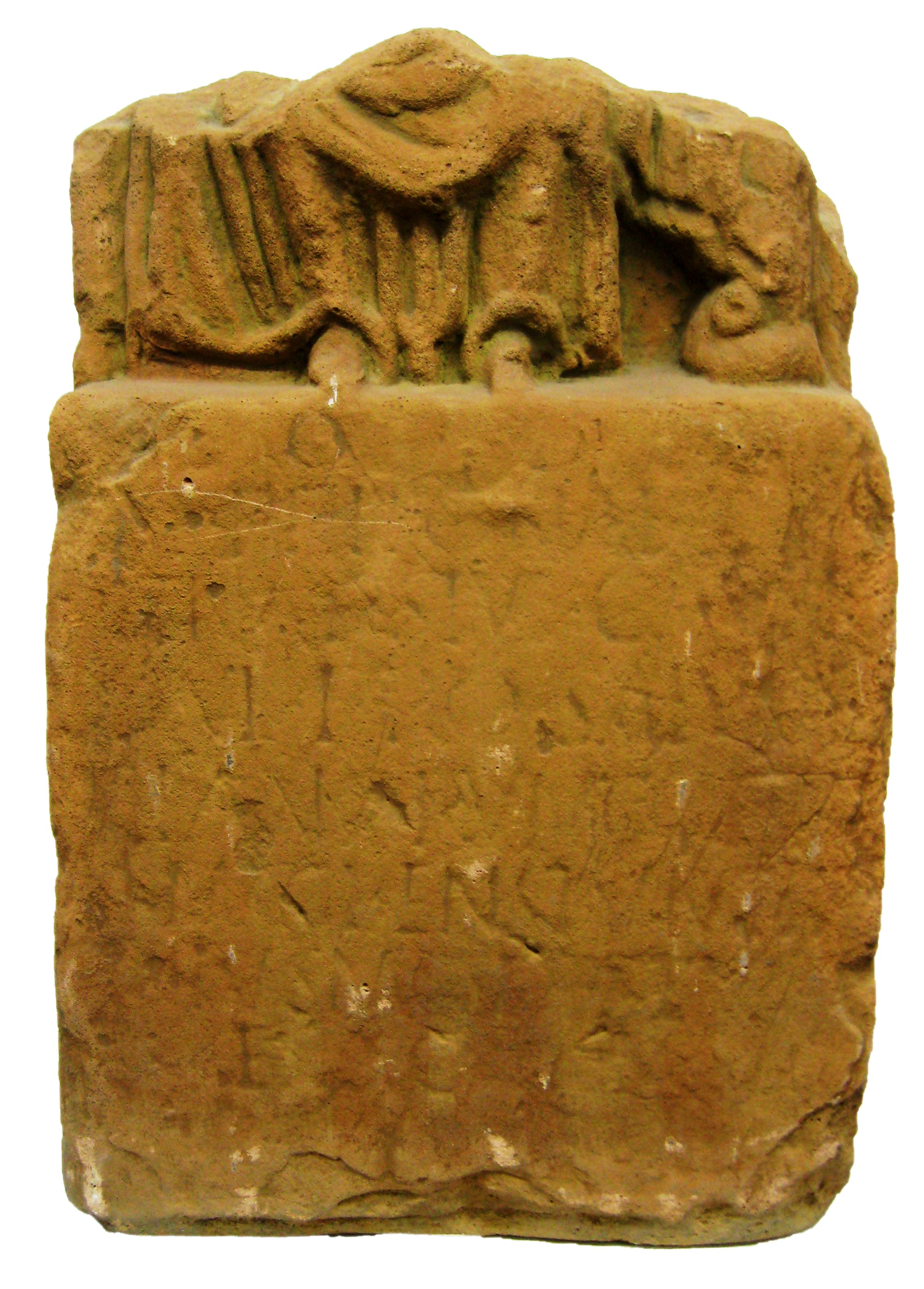
Contiomagusstein
O.D. T.PRIITONAE. DI VINAE SIVE CA... IONI PRO SALVTE VICANORVM CONTI OMAGUS ENSIVMTER TINIUS MODESTVS F.C.V.S.

Ritona, também conhecida como Pritona, é um deusa céltica venerada principalmente na terra dos Tréveros no que é agora a Alemanha. Seu culto está atestado em Pachten e em Tréveris, onde ela "teve um pequeno templo construído cuidadosamente" no complexo Altbachtal (Wightman, p.217). Em Pachten seu templo também teve um teatro, presumivelmente dedicado a performances de uma natureza religiosa. Uma inscrição única (CIL XII:02927) também a honra em Uzès na França do Sul.
Seu nome, relacionado à mesma raiz que rhyd do galês, ‘vau’, sugere que foi uma deusa de vaus. A variante ‘Pritona’ está atestada diretamente duas vezes: em uma única inscrição da deusa em Pachten (PRITONAE DIVINAE SIVE CA[...]IONI, AE 1959:00076) e em conjunção com ‘Ritona’ em uma inscrição de Trier (DEA RITONA PRITONA, AE 1928:00185). ‘Pritona’ também é recuperada em um inscrição mais fragmentária, avançada, de Trier (RITO/[NAE] SIVE EX IU[SSU PR]/ITONI[AE?], AE 1989:00547).
Lothar Schwinden a caracteriza como uma deusa-mãe na base da estátua de uma deusa sentada encontrada em Pachten, que ele conecta ao tipo local bem-conhecido de deusa-mãe sentada com cães e bebês em seus colos (cf. Aveta).
A inscrição Pachten especifica que a deusa foi invocada por um indivíduo "para o bem-estar das pessoas do povoado de Contiomágio" (PRO SALVTE / [V]IKANORVM CONTI/OMAGIENSIVM). Em duas das inscrições de Trier, Ritona é invocada em conjunção ou com os numes dos Augusti (ver culto imperial) ou em honra da casa divina (a família imperial).